# Gaiarine
Gaiarine är en ort och kommun i provinsen Treviso i regionen Veneto i Italien. Kommunen hade 6 041 invånare (2018).